# Ворожанин, Олег Викторович
Оле́г Ви́кторович Ворожа́нин (30 марта 1969 — 16 января 1995) — старший лейтенант, помощник начальника разведки 97-го парашютно-десантного полка, командир разведывательного взвода 21-й отдельной воздушно-десантной бригады ВДВ России. Герой Российской Федерации (посмертно).

## Биография
Родился в посёлке Киров Клинцовского района Брянской области. По национальности — русский. Призван на срочную службу в армию в 1987 году. Выпускник Новосибирского высшего военно-политического общевойскового училища имени 60-летия Великого Октября (1988—1992 г., 6 рота, 63 учебная группа). Участник боевых действий в Афганистане. В боях Первой чеченской войны с ноября 1994 года.
Погиб 16 января 1995 года в городе Грозный. За мужество и героизм, проявленные при выполнении специального задания Указом Президента РФ № 535 от 29 мая 1995 года старшему лейтенанту Ворожанину Олегу Викторовичу посмертно присвоено звание Героя Российской Федерации. Похоронен на своей родине.

## Участие в Первой чеченской войне
Действуя во главе разведывательного взвода в тылу боевиков, раскрыл место совещания дудаевских полевых командиров. Возглавил операцию по их уничтожению 19 декабря 1994 года, в ходе которой 13 командиров боевиков захвачены в плен и 9 были уничтожены. При штурме Грозного взвод старшего лейтенанта Ворожанина совместно с подразделением гвардии майора Олега Зобова (будущего Героя Российской Федерации) участвовал в спасении личного состава окруженной в центре Грозного мотострелковой бригады. В разведывательном выходе 15 января 1995 года лично захватил в плен боевика со схемой, на которой были отмечены оборонительные рубежи и склады дудаевцев. На следующий день, 16 января, старший лейтенант Олег Ворожанин обнаружил на местности и взорвал крупный склад боеприпасов противника. При взрыве получил тяжелые ранения и вскоре скончался.

## Увековечивание памяти
Именем Героя названа Великотопальская средняя общеобразовательная школа в Клинцовском районе Брянской области. Памятник Герою воздвигнут на мемориале Героям-выпускникам Новосибирского военного общевойскового командного училища.